# Bandiera del Giappone
La bandiera nazionale del Giappone (日本の国旗?, Nihon No Kokki) è la bandiera che rappresenta il Paese e, insieme al fiore di crisantemo e l'inno nazionale (Kimi Ga Yo), costituisce il simbolo nazionale giapponese. Si tratta di una bandiera bianca rettangolare con un grande disco rosso (che rappresenta il Sole) al centro. La bandiera è ufficialmente chiamata Nisshōki (日章旗? “Bandiera del Sole a forma di disco”) in giapponese, ma è più comunemente nota come Hinomaru (日の丸? “Disco solare”).
La bandiera Nisshōki venne designata bandiera nazionale del Giappone ai sensi della Legge sulla bandiera e inno nazionale giapponese, promulgata ed entrata in vigore il 13 agosto 1999, anche se, in mancanza di una legislazione che in precedenza indicasse una bandiera nazionale ufficiale, essa viene considerata la bandiera de facto del Giappone già dal 1870. In quell'anno, infatti, vennero istituiti due bandi che prevedevano chiare disposizioni per la progettazione e la realizzazione di una bandiera nazionale. L'uso della Hinomaru venne fortemente limitato nei primi anni dell'occupazione statunitense dopo la seconda guerra mondiale; tuttavia tali restrizioni divennero col tempo meno severe.
Agli inizi della storia giapponese, il motivo Hinomaru viene utilizzato sulle bandiere di daimyō e samurai. Un antico testo contenuto all'interno dello Shoku Nihongi racconta che l'imperatore Monmu era solito utilizzare una bandiera che rappresentasse il Sole nella sua corte già nell'anno 701, primo uso documentato di una bandiera col Sole nella storia del Giappone. La più antica bandiera esistente viene conservata nel tempio Unpō-ji di Kōshū a Yamanashi, risalente a prima del XVI secolo, donata, secondo un'antica leggenda locale, dall'imperatore Go-Reizei nell'XI secolo. Durante il Rinnovamento Meiji, sia il disco solare sia la bandiera del Sole Nascente della Marina imperiale giapponese diventano simboli principali dell'emergente Impero giapponese. Manifesti di propaganda, libri di testo, e film dipingono la bandiera come fonte di orgoglio e patriottismo. Nelle case giapponesi, i cittadini sono tenuti a esporre la bandiera durante le feste nazionali, lutti e altre occasioni, come decretato dal governo. In questi anni per il popolo giapponese la bandiera diventa simbolo di devozione verso il Giappone e l'imperatore, venendo utilizzata sui capi di abbigliamento o per la creazione di piatti ispirati al suo design durante la seconda guerra sino-giapponese e nei successivi conflitti.
L'idea che i giapponesi hanno della bandiera nazionale è soggetta a controversie. Per alcuni giapponesi essa rappresenta il Giappone, e nessun altro simbolo potrebbe prendere il suo posto, tuttavia, la bandiera non viene esposta frequentemente nel Paese nipponico a causa della sua associazione con l'ultranazionalismo. Il suo uso nelle scuole pubbliche, insieme con quello dell'inno nazionale Kimi ga yo, è oggetto di dibattito dalla fine della seconda guerra mondiale (la guerra del Pacifico), e le controversie circa il loro uso hanno portato a proteste e dibattiti. Per gli abitanti di Okinawa, la bandiera simboleggia e ricorda gli eventi della seconda guerra mondiale e la successiva presenza militare degli Stati Uniti d'America nel territorio. Per alcune nazioni occupate dal Giappone in tempo di guerra essa è un simbolo di aggressione e di imperialismo. La Hinomaru è stata usata come strumento contro le nazioni occupate a scopo di intimidazione, affermando il dominio del Giappone. Nonostante le connotazioni negative, fonti occidentali e giapponesi sostengono che la bandiera sia un simbolo potente e duraturo per i giapponesi. Diversi stendardi militari del Giappone sono basati sulla Hinomaru, compreso l'emblema della Marina. Infine, essa funge anche da modello per altre bandiere giapponesi in uso pubblico e privato.

## Storia

### Origini

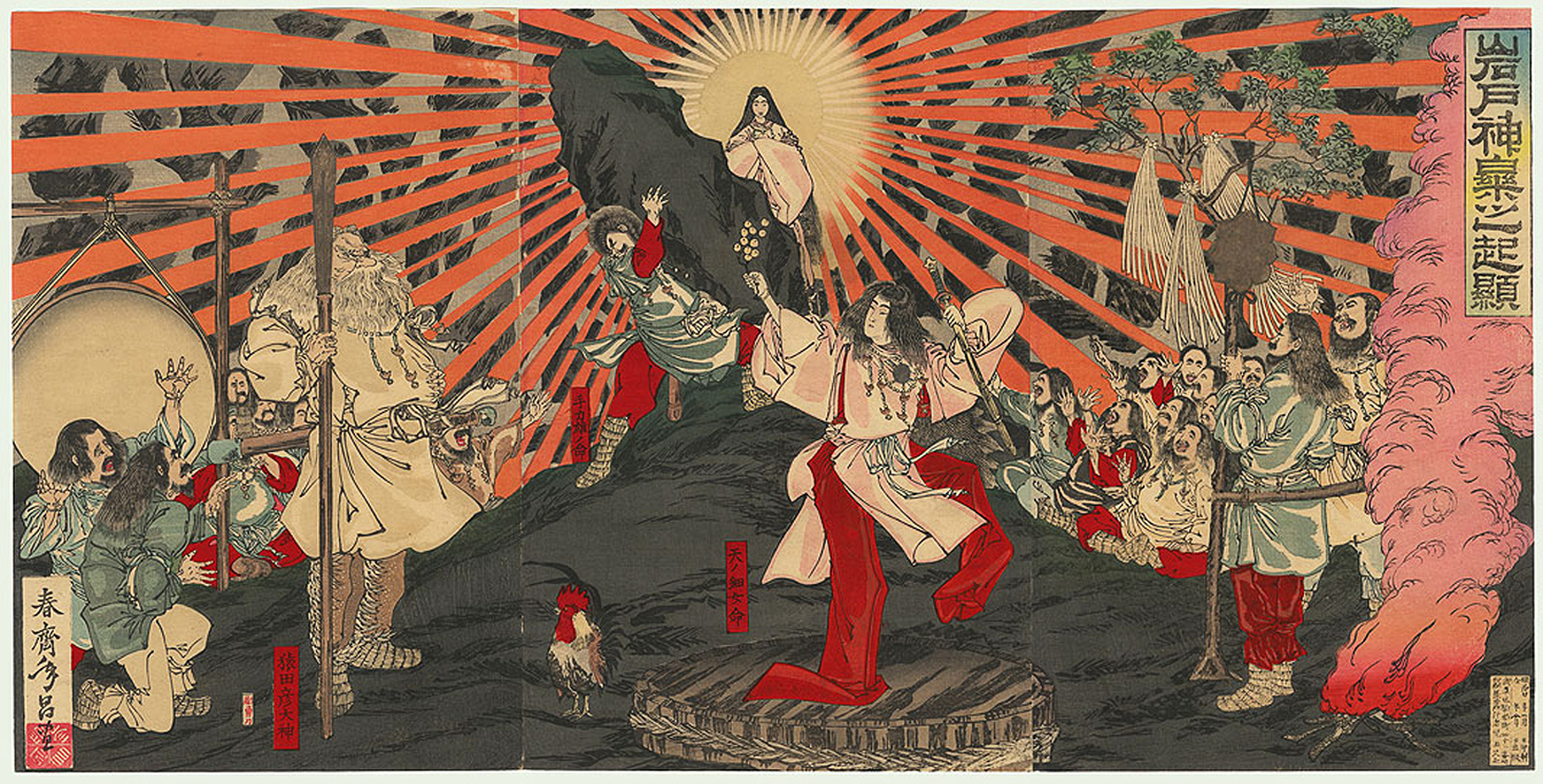
Amaterasu (in alto al centro), la dea del Sole e figura importante nella mitologia giapponese.

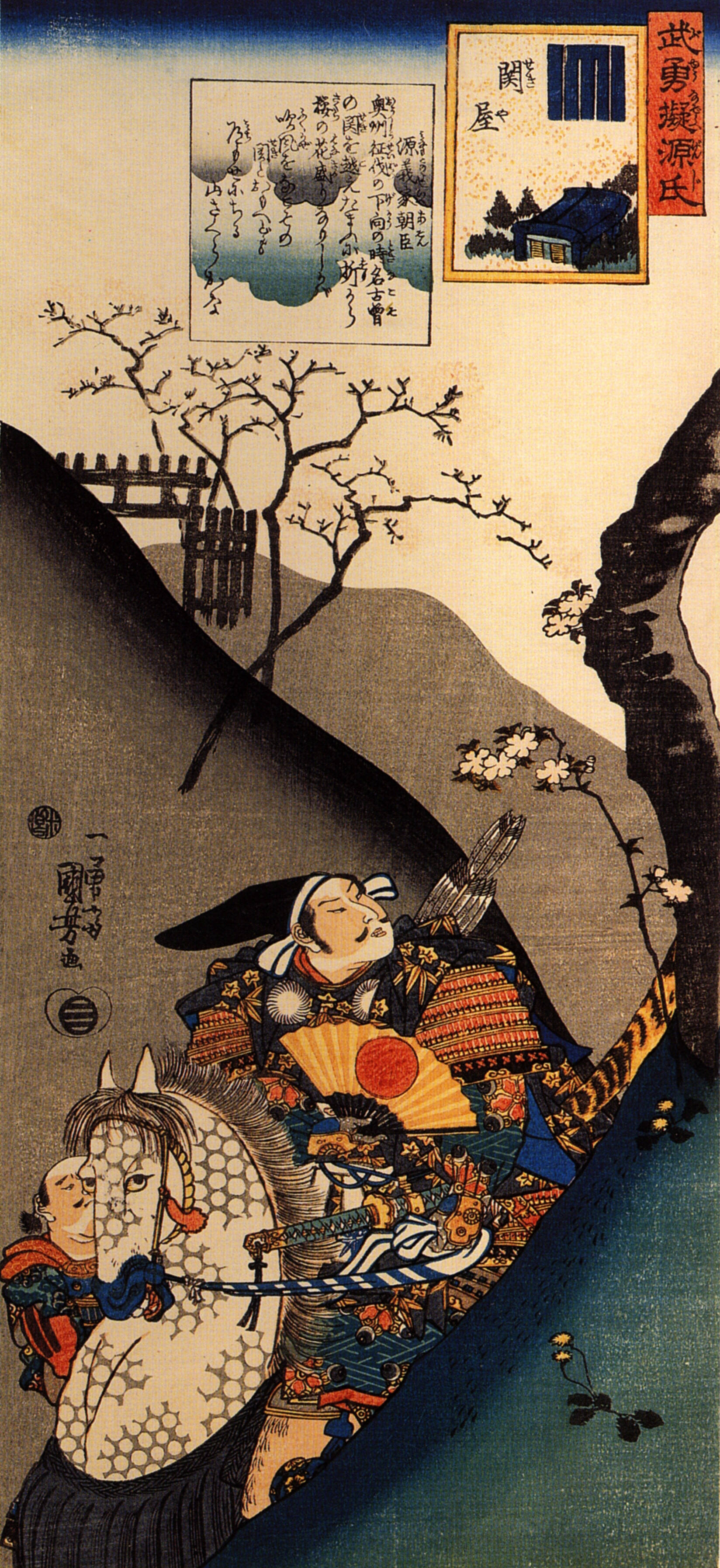
Rappresentazione di Minamoto no Yoshiie in possesso di un gunsen con l'immagine del disco solare.

L'origine esatta dell'Hinomaru è sconosciuta, ma il sorgere del Sole in Giappone ha sempre avuto un importante significato simbolico sin dal VII secolo. Nel 607, una missiva ufficiale inviata all'imperatore cinese Sui Yangdi, inizia con la frase «Dall'imperatore del Sole nascente...», questo poiché il Giappone si trova a est del continente asiatico e il Sole sorge a est. Il Giappone d'altronde è spesso identificato come "la terra del Sol levante". Il Sole è anche strettamente legato alla famiglia imperiale, e come afferma la leggenda, il trono imperiale discenderebbe dalla dea del Sole Amaterasu.
Storicamente le bandiere, gli emblemi e i vessilli godevano di grande importanza in Giappone, venendo utilizzati come simboli di riconoscimento, soprattutto in battaglia; per lo più si trattava di stendardi o gonfaloni raffiguranti il mon (stemma di famiglia) dei signori daimyō. I membri della famiglia di quest'ultimo, come il figlio, il padre o il fratello utilizzavano invece bandiere differenti da portare in guerra. Le bandiere erano poste sulla schiena dei soldati inviati in battaglia e anche i generali ne usufruivano, con sostanziali differenze rispetto a quelle dei soldati semplici, soprattutto nella forma e nelle dimensioni.
I primi riferimenti all'utilizzo di bandiere in Giappone si trovano nelle cronache cinesi le quali descrivono i messaggeri giapponesi brandenti stendardi gialli e bandiere di seta dorata
Una delle più antiche bandiere del Giappone, risalente almeno al XVI secolo, si trova al tempio Unpo-ji nella prefettura di Yamanashi. La leggenda narra che essa venne donata a Minamoto no Yoshimitsu dall'imperatore Go-Reizei e successivamente conservata come un tesoro di famiglia dal clan Takeda per i successivi mille anni.

#### Periodo Heian, Kamakura e Muromachi
Nel tardo periodo Heian, caratterizzato da numerosi conflitti quali la guerra Genpei e le guerre civili di Hogen e Heiji, veniva utilizzata una bandiera chiamata hata-jirushi (旗印?) come segno di riconoscimento per gli eserciti samurai. Essa era costituita da una serie di bandiere più piccole appese lungo un'asta orizzontale collegata al pennone. Era un segno distintivo utilizzato sia dai membri del clan Taira sia dai membri del clan Minamoto, protagonisti della guerra Genpei, e secondo alcune fonti come l'Heike monogatari (opera del XII secolo che narra la lotta tra i due clan) la Hinomaru compare disegnata nei loro ventagli da combattimento.
Un'altra leggenda sull'origine della Hinomaru è attribuita al sacerdote buddista Nichiren. Presumibilmente, nel corso del XIII secolo, durante l'invasione mongola, Nichiren fece dono allo shōgun di uno stendardo da portare in battaglia su cui è raffigurato il Sole. In quest'epoca si possono trovare inoltre le prime testimonianze scritte dell'utilizzo delle prime bandiere nella storia del Giappone, grazie all‘Ekotoba Shurai Moko, una pergamena scritta da Takezaki Suneaga che riporta il numero e le caratteristiche degli eserciti impegnati nel conflitto contro i mongoli.
Nel frattempo, per legittimare il proprio dominio, gli shōgun Ashikaga, discendenti dal clan Minamoto, utilizzavano una bandiera raffigurante il dio della guerra Hachiman, e Yoshikuni Minamoto, il primo a entrare a far parte del clan Ashikaga, la adottò come emblema personale. Yoshiaki Ashikaga, ultimo shōgun Ashikaga, riprese questa bandiera e vi affiancò la Hinomaru, mentre Shigeuji Ashikaga, membro di un ramo cadetto della famiglia, creò il proprio vessillo unendo il suo mon alla bandiera Hinomaru.

#### Periodo Sengoku e Azuchi-Momoyama

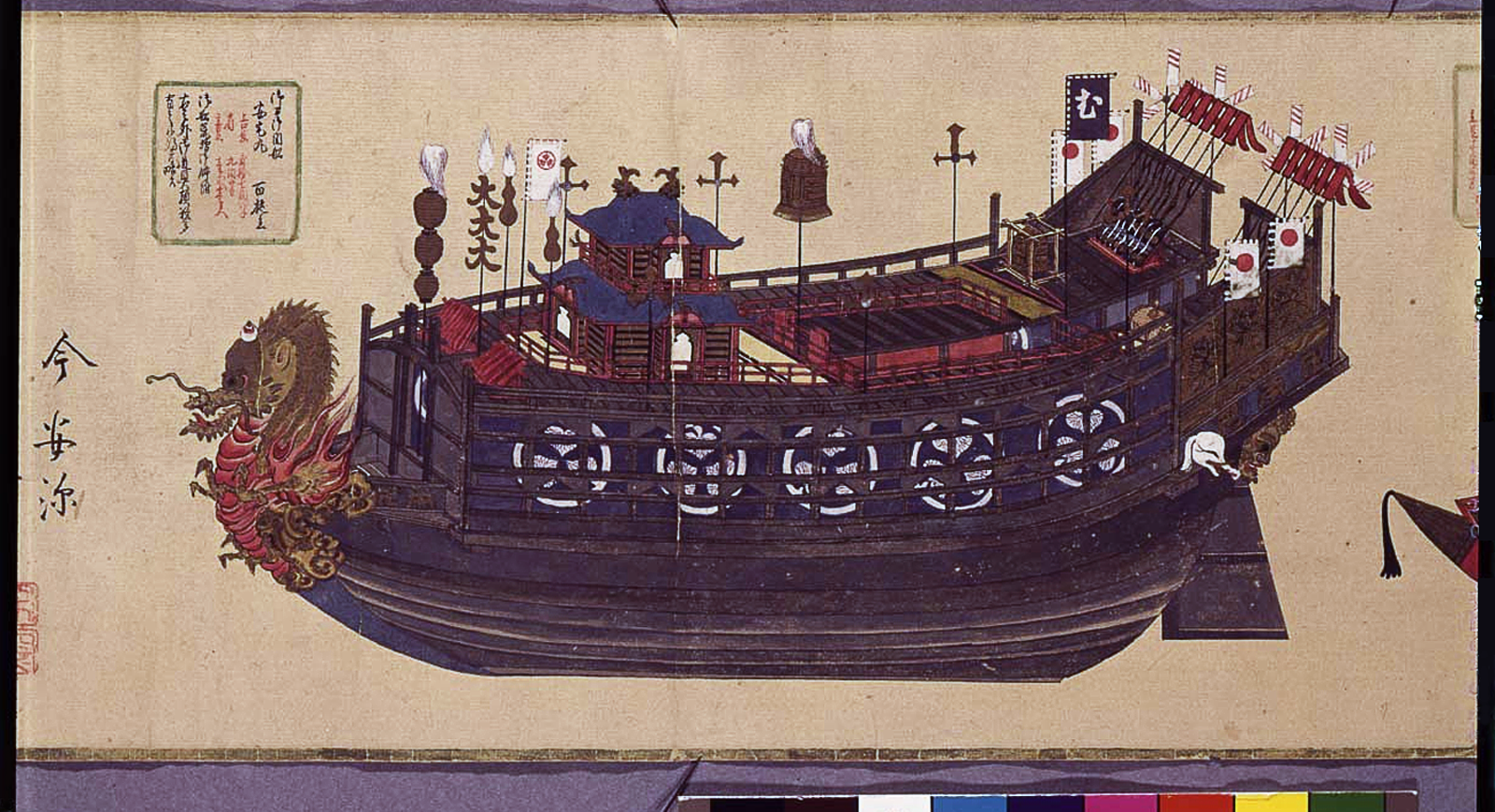
Rappresentazione di un'antica nave da guerra giapponese. Ai quattro lati della poppa è possibile notare le bandiere Hinomaru.

Durante il periodo Sengoku, l'individuazione delle truppe amiche tramite l'uso di bandiere di identificazione e la segnalazione per mezzo di queste fece crescere l'importanza di tale strumento. Questo periodo vide anche la diffusione di striscioni stretti e lunghi chiamati nobori (幟?), i quali venivano fissati a delle aste orizzontali e utilizzati in pari alle hata-jirushi.
Takeda Shingen, uno dei daimyō più importanti di questo periodo era solito utilizzare la Hinomaru e una di queste è ancora conservata nel Museo Takeda, nel tempio Erin di Kōfu. Nello stesso periodo, anche il rivale di Shingen, Uesugi Kenshin, utilizzò la bandiera.
Tra i daimyō di questo periodo che fanno uso del disco solare come proprio simbolo si ricorda Tadatsugu Sakai, che la incorporò al suo uma-jirushi (馬印?), e Date Masamune, spesso raffigurato con un sashimono (指物?) raffigurante un disco solare. Toyotomi Hideyoshi uno dei "grandi unificatori del Giappone", era solito portare il simbolo del disco solare nelle sue navi durante le invasioni della Corea, mentre Tozawa Masamori, alleato di Tokugawa Ieyasu, per i suoi messaggeri utilizzava un sashimono costituito da un disco rosso disegnato al centro di uno sfondo azzurro.

#### Shogunato Tokugawa

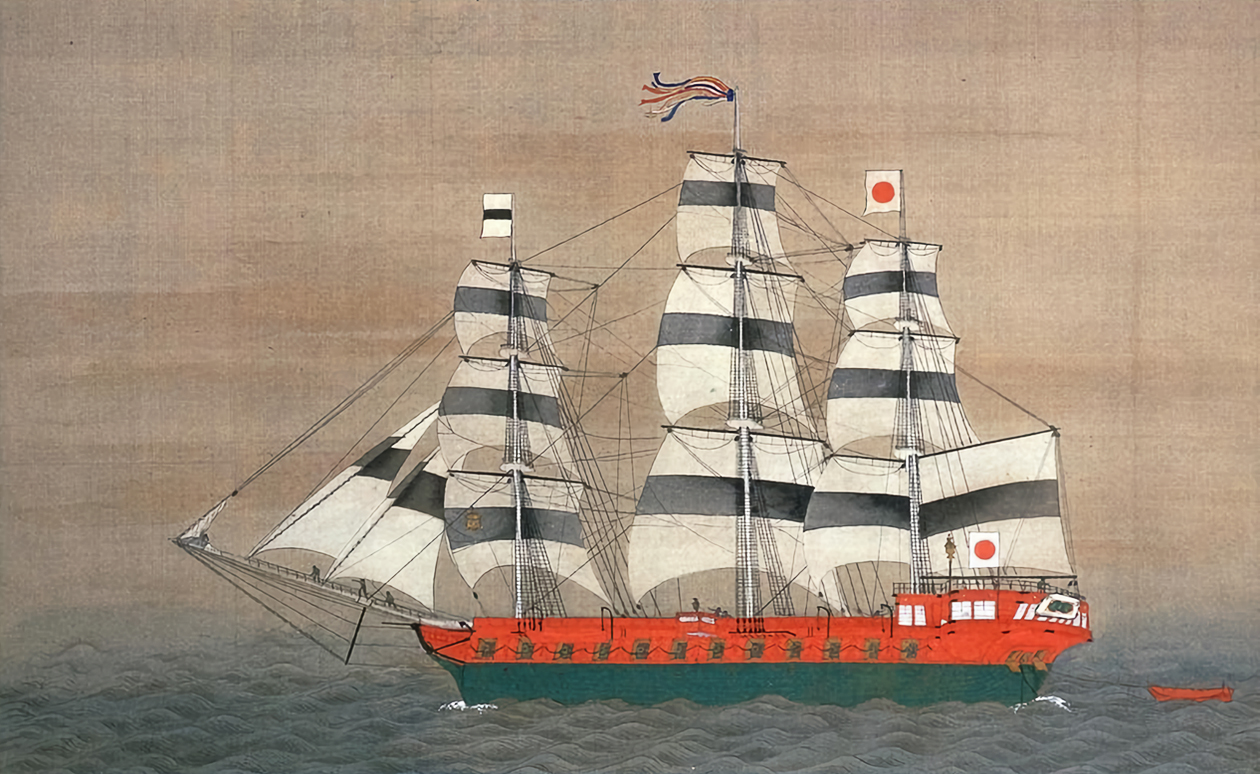
La corazzata Asahi Maru durante lo shogunato Tokugawa nel 1856.

Nel 1600, il Paese si divise in due fazioni che si sfidarono nella battaglia di Sekigahara. Questo conflitto vide vincitore Tokugawa Ieyasu, il quale nello stesso anno istituì lo shogunato Tokugawa ordinando alle navi giapponesi di issare sui propri alberi la Hinomaru, scelta come insegna navale dell'epoca. Durante questo periodo venne istituita una politica conosciuta come sakoku, che limitava la comunicazione e il commercio con gli altri Paesi, in particolare con le potenze straniere. Il confinamento si concluse nel 1853, quando il Commodoro Matthew Perry costrinse il Giappone a riaprire le sue frontiere, episodio ricordato come l'avvento delle "navi nere". Un anno dopo, nel 1854, il governo ordinò a tutte le navi giapponesi di fregiarsi della Hinomaru in modo da distinguersi dalle imbarcazioni straniere. Prima di allora, non vi erano direttive su quali bandiere utilizzare sulle navi commerciali durante le negoziazioni con gli statunitensi e i russi.

### Restaurazione Meiji

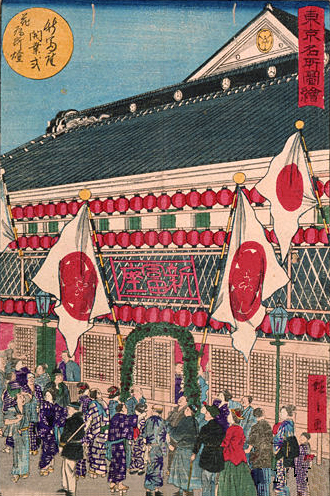
Nishiki-e del 1878: La grande apertura del teatro Shintomi e le sue splendide luci a gas. Si può apprezzare una Hinomaru all'estremità destra dell'immagine.

L'atteggiamento assunto dallo shogunato contro le potenze straniere portò all'insoddisfazione dei vari gruppi sociali, i quali auspicavano a un ritorno della politica dell'imperatore, declassato a occuparsi solo di questioni religiose da diversi secoli. La situazione degenerò nella guerra Boshin, portando alla successiva caduta dell'ultimo shogun Tokugawa. È interessante notare che, nel corso di tale conflitto, sia gli alleati di guerra dello shogunato che i sostenitori dell'imperatore utilizzavano la bandiera Hinomaru come proprio simbolo. L'imperatore riprese il controllo del governo del Paese e avviò un processo di modernizzazione: due proclami del 1870, effettuati dal Consiglio di Stato (Daijō-kan), l'organo di governo all'inizio dell'era Meiji, prevedevano chiare disposizioni per la progettazione e la realizzazione di una bandiera da adottare quale simbolo nazionale. La bandiera con il disco solare venne adottata dalle navi mercantili nazionali dopo il proclama n. 57 del terzo anno dell'era Meiji (pubblicato il 27 febbraio 1870) e dalla marina militare dopo il proclama n. 651 del terzo anno dell'era Meiji (27 ottobre 1870) diventando così la prima bandiera nazionale adottata dal Giappone. Un anno dopo, le responsabilità legislative ricaddero sulla Camera di sinistra (Sa-in) mentre, nel 1885, il Consiglio di Stato venne sostituito dal Consiglio dei Ministri (Naikaku): tali cambiamenti nella struttura politica comportarono che tutte le leggi precedenti non pubblicate sulla Gazzetta Ufficiale venissero abrogate. A causa di questa sentenza da parte del nuovo governo, la Hinomaru divenne la bandiera nazionale de facto poiché nessuna legge rimase in vigore dopo la Restaurazione Meiji.
Mentre l'idea di disporre di simboli nazionali identificativi risultava ancora inusuale per i giapponesi, il Governo Meiji necessitava di essi per comunicare con il mondo esterno. È di questo periodo, infatti, l'instaurazione di ulteriori simboli che rappresentassero l'identità giapponese, quali l'inno Kimi ga yo e il sigillo imperiale. Venne istituito anche lo shintoismo di Stato, mediante il quale si cercò di dare un'impronta di unità nazionalista supportata dai credi dello shintoismo. Tra le altre misure, venne introdotto un nuovo calendario che prevedeva cinque festività principali all'anno (gosekku), e per le nuove celebrazioni, il governo fece pressione al popolo affinché fosse usata la Hinomaru in queste date, anche attraverso una coercizione da parte della polizia.

### Imperialismo giapponese e la Guerra del Pacifico

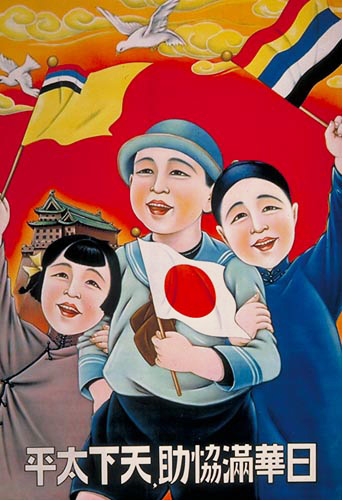
Un manifesto di propaganda promuove l'armonia fra il popolo giapponese, cinese e manciù. La didascalia recita: «Con la collaborazione di Giappone, Cina e Manciuria, il mondo può essere in pace».

L'importanza e la diffusione della bandiera nazionale aumentava quale effetto della crescita della potenza dell'Impero del Giappone, venendo sovente utilizzata nei festeggiamenti dopo le vittorie nelle prime guerre sino-giapponese e russo-giapponese. Un film di propaganda giapponese del 1934 ritrae le bandiere nazionali straniere raffigurate in modo errato o incompleto, mentre la bandiera giapponese è perfetta in tutte le sue forme. Nel 1937, un gruppo di ragazze della prefettura di Hiroshima mostrarono solidarietà ai soldati giapponesi impegnati in Cina durante la seconda guerra sino-giapponese preparando dei cosiddetti "pasti-bandiera", ovvero degli umeboshi al centro di un letto di riso. Lo Hinomaru-bentō divenne in quel periodo il principale simbolo della mobilitazione bellica del Giappone e della solidarietà verso i suoi soldati fino al 1940.
Le prime vittorie giapponesi nella guerra sino-giapponese videro la Hinomaru nuovamente utilizzata per le celebrazioni. Veniva tenuta in mano da ogni giapponese e sventolata durante le sfilate.
La Hinomaru comparve anche nei libri del periodo, insieme a slogan inneggianti all'imperatore e al Paese. Il patriottismo veniva inculcato come una virtù ai bambini giapponesi. Tali manifestazioni, come ad esempio l'esposizione della bandiera o la venerazione quotidiana dell'imperatore, erano i comportamenti da seguire per essere considerato un "buon giapponese".
Durante la seconda guerra mondiale la bandiera era vista come uno strumento simbolo dell'imperialismo giapponese dell'epoca nelle zone occupate del Sud-est asiatico poiché i cittadini erano obbligati a esporre la bandiera e gli scolari a cantare l'inno nelle cerimonie mattutine di sensibilizzazione. Tuttavia, in alcune zone come le Filippine, l'Indonesia, e Manchukuo, veniva permesso di esporre anche le bandiere locali. In alcune colonie come la Corea, la Hinomaru e altri simboli venivano utilizzati per relegare i coreani alla seconda classe dell'impero.
Per i giapponesi dell'epoca, la Hinomaru era la "bandiera del Sol Levante che illumina le tenebre del mondo intero", per gli occidentali, equivale a uno dei simboli rappresentanti la potenza militare giapponese.

### Occupazione statunitense

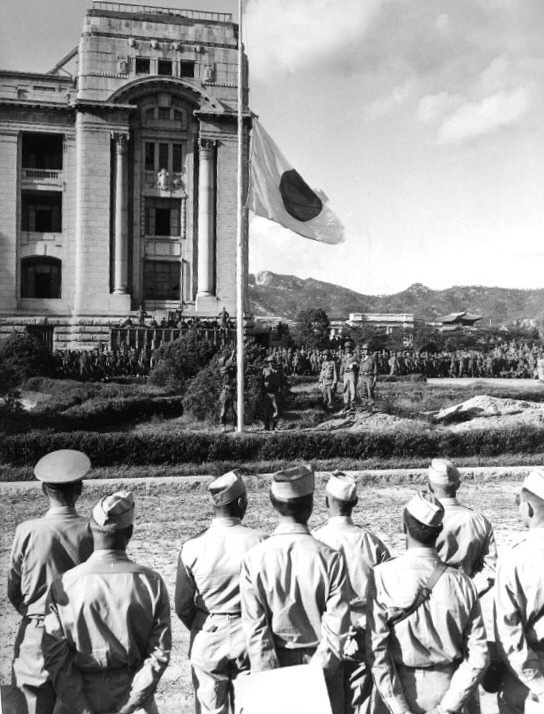
La Hinomaru viene ammainata a Seul, in Corea, il giorno della resa (9 settembre 1945).

La Hinomaru, bandiera de facto per tutta la seconda guerra mondiale e il periodo di occupazione, subì delle rigide restrizioni sul suo utilizzo durante l'occupazione statunitense, necessitando dell'autorizzazione del Comandante supremo delle forze alleate per essere esposta e issata liberamente. Le fonti differiscono sulla misura in cui ne fu limitato l'uso: alcune di esse riportano il termine "proibita", tuttavia, benché le restrizioni inizialmente fossero pesanti, non costituivano un vero e proprio divieto.
A causa di ciò, anche dopo la seconda guerra mondiale, e per tutta la duratura dell'occupazione statunitense, venivano utilizzati dei vessilli per identificare le navi civili giapponesi dall'Autorità di controllo navale di spedizione per la marina mercantile giapponese, ispirati alle bandiere del codice internazionale nautico. Per le navi giapponesi veniva utilizzata una versione modificata della E. Per identificare le navi americane operanti nelle acque giapponesi viene invece utilizzata una versione modificata della O.
Il 2 maggio 1947, il Generale Douglas MacArthur eliminò le restrizioni sulla esposizione della Hinomaru per il parco del Palazzo della Dieta Nazionale, il Palazzo Imperiale, la Residenza del Primo Ministro e per il Palazzo della Corte Suprema, come conseguenza della ratifica della nuova Costituzione del Giappone. Le restrizioni vennero ulteriormente ammorbidite nel 1948, quando ai cittadini venne permesso di esporre la bandiera nei giorni festivi. Nel gennaio 1949, le restrizioni vennero abolite definitivamente: chiunque poteva esporre la Hinomaru in qualsiasi momento. Di conseguenza, le scuole e le case vennero incoraggiate a esporla, e questo avvenne fino ai primi anni del 1950.

### Dal dopoguerra agli anni novanta

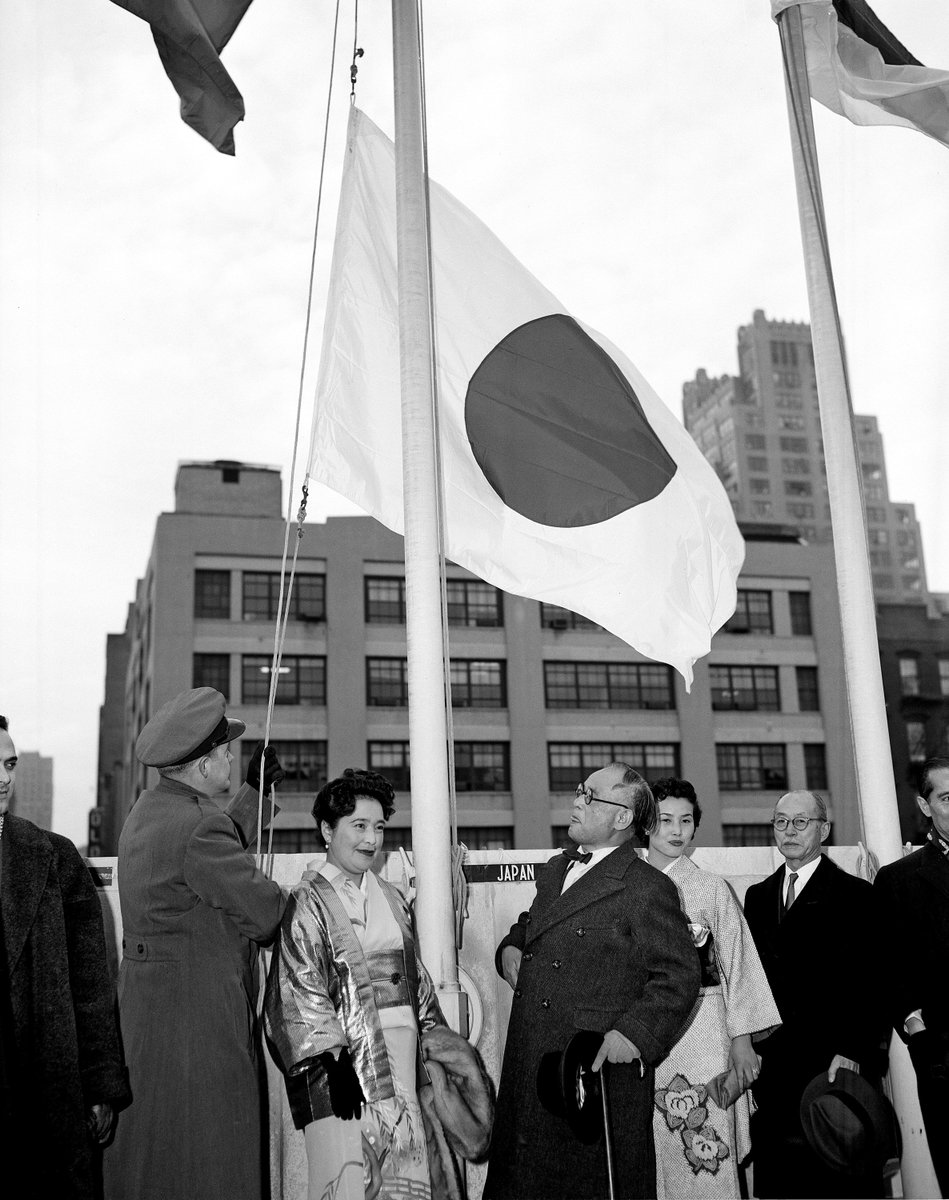
La Hinomaru viene issata presso la sede delle Nazioni Unite a New York nel 1956.

Fin dalla seconda guerra mondiale, la bandiera del Giappone aveva subito aspre critiche per la sua associazione con il passato militarista del Paese. Obiezioni analoghe vennero sollevate anche contro l'inno nazionale attuale, Kimi ga yo. I sentimenti negativi verso la Hinomaru e Kimi ga yo costrinsero il Paese nipponico a un generale cambiamento di pensiero, passando dal forte sentimento patriottico incentrato sul Dai Nippon (Grande Giappone) a un più pacifista e antimilitarista Nihon. A causa di questo cambiamento ideologico, la bandiera venne utilizzata raramente durante il secondo dopoguerra, nonostante le restrizioni fossero già state revocate dal CSFA nel 1949.
Una volta che il Giappone cominciò a ristabilirsi diplomaticamente, la Hinomaru venne utilizzata come arma politica all'estero. Durante una visita da parte dell'Imperatore Hirohito e dell'Imperatrice Kōjun nei Paesi Bassi, la Hinomaru venne bruciata dai cittadini olandesi chiedendo che l'imperatore venisse ricacciato in Giappone o processato per la morte dei prigionieri di guerra olandesi durante la seconda guerra mondiale. Sul fronte interno, veniva preferita la bandiera rossa, simbolo di rivolta, utilizzata dai sindacati e manifestanti per le proteste contro le negoziazioni per un nuovo Status of Forces Agreement tra Stati Uniti e Giappone.
La Hinomaru e l'inno nazionale crearono polemiche ancora una volta quando Tokyo ospitò i Giochi Olimpici estivi del 1964. Le dimensioni del disco solare della bandiera vennero modificate prima dell'inizio dei Giochi, poiché il disco solare faticava a spiccare quando veniva esposto insieme ad altre bandiere nazionali. Tadamasa Fukiura, specialista di vessillologia, scelse di impostare il disco solare a 2/3 della lunghezza della bandiera. Fukiura scelse inoltre i colori della bandiera per il 1964 così come nel 1998 per le Olimpiadi invernali di Nagano.
Alla morte dell'Imperatore Hirohito, avvenuta nel 1989, vennero sollevate ancora una volta questioni morali sulla bandiera nazionale. I conservatori ritenevano che se fosse stata utilizzata durante le cerimonie senza riaprire ogni volta vecchie ferite, si sarebbe avuta la possibilità di proporla come bandiera nazionale evitando ogni tipo di contestazione sul suo significato. Durante i sei giorni di lutto nazionale, le bandiere vennero portate a mezz'asta o drappeggiate in un pavese nero in tutto il Giappone. Nonostante alcuni atti vandalici ai suoi danni il giorno del funerale dell'imperatore da parte di manifestanti, il diritto di esporla a mezz'asta nelle scuole senza riserve venne fatto rispettare dagli stessi conservatori.

### Dal 1999 a oggi

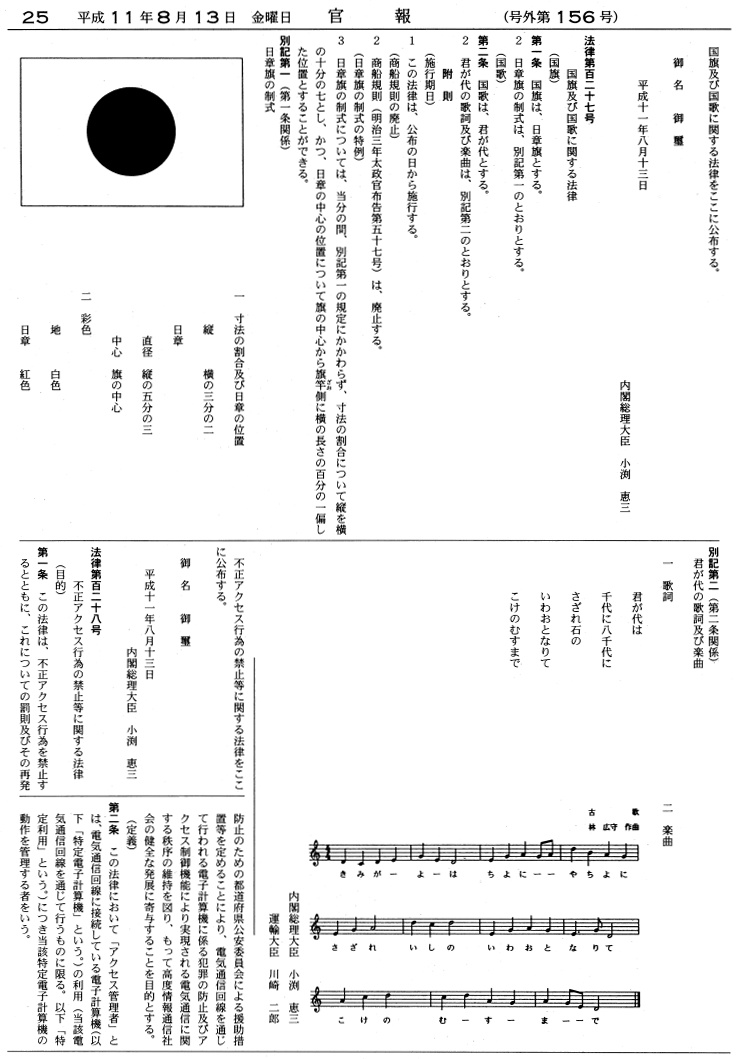
La Legge sulla Bandiera e Inno Nazionale Giapponese come appare sulla Gazzetta Ufficiale il 15 agosto 1999.

La legge sulla Bandiera e Inno Nazionale venne approvata nel 1999, scegliendo la Hinomaru e il Kimi ga yo come simboli nazionali del Giappone. La promulgazione della legge avvenne in seguito al suicidio del preside di una scuola superiore di Sera, a Hiroshima, Toshihiro Ishikawa, che non riusciva a risolvere una controversia tra il suo consiglio di istituto e i suoi insegnanti sull'uso della bandiera e dell'inno.
Nel 2000 il Primo Ministro Keizō Obuchi del Partito Liberal Democratico decise di elaborare una normativa in modo da rendere la Hinomaru e il Kimi ga yo simboli ufficiali del Giappone. Il suo Segretario Generale di Gabinetto, Hiromu Nonaka, spinse affinché la legislazione fosse completata per il 10º anniversario dell'incoronazione di Akihito a imperatore.
Il disegno di legge venne sostenuto principalmente dal Partito Liberale e dal Kōmeitō (Partito del Governo Pulito), mentre dell'opposizione facevano parte il Partito socialdemocratico e il Partito Comunista, i quali associavano ancora entrambi i simboli al significato risalente all'epoca della guerra. Altre polemiche scaturirono dal fatto di non aver permesso che la questione fosse decisa tramite un pubblico referendum, mentre il Partito Democratico del Giappone non riuscì a ottenere un consenso unanime tra le sue file sulla questione. Il presidente Naoto Kan dichiarò che il partito aveva il dovere di supportare il disegno di legge poiché esso aveva già riconosciuto entrambi i simboli come i simboli del Giappone. Il Vice Segretario Generale e futuro primo ministro Yukio Hatoyama dichiarò che il disegno di legge in questione avrebbe potuto causare ulteriori divisioni tra la società e le scuole pubbliche.
La Camera dei rappresentanti approvò la proposta il 22 luglio 1999, con 406 voti a favore e 86 contrari. La legislazione venne inviata alla Camera dei consiglieri il 28 luglio, venendo approvata il successivo 9 agosto. Venne proclamata legge il 13 dello stesso mese. Tentativi da parte del Partito Democratico durante la votazione in modo che solo la bandiera Hinomaru fosse ufficialmente nominata come simbolo vennero respinti dalla Dieta.
L'8 agosto 2009, causò polemiche una fotografia scattata durante una riunione del Partito Democratico in vista delle elezioni parlamentari in cui si intravedeva uno striscione appeso al soffitto, formato da due bandiere Hinomaru tagliate e ricucite insieme, e scelto come logo dal partito. Il fatto suscitò indignazione tra i membri del Partito Liberale e il Primo Ministro Tarō Asō giudicò l'atto imperdonabile. In risposta, il presidente del Partito Democratico, Yukio Hatoyama (che aveva votato a favore della legge sulla bandiera e l'inno), si giustificò dichiarando che il logo non aveva nulla a che fare con la bandiera Hinomaru, non avendo nessuno motivo per essere associato a essa.

## Design

Costruzione della bandiera.

Il proclama n. 57 passato nel 1870 prevede due importanti disposizioni: la prima indica in quali occasioni e in che modo la bandiera possa essere esposta, la seconda specifica le sue caratteristiche estetiche e il modo in cui debba essere realizzata. Le proporzioni iniziali sono di sette unità in altezza e dieci unità in larghezza (7:10). Il disco rosso, che rappresenta il Sole, è posto al centro della bandiera e ha un diametro di 3/5 rispetto alla sua altezza, mentre la distanza è di 1/100 rispetto al pennone. Il 3 ottobre dello stesso anno vengono approvate altre norme riguardo alla progettazione di bandiere ad uso mercantile e navale. La bandiera mercantile ha una proporzione di due unità per tre (2:3), mentre le dimensioni del disco rimangono immutate, con la differenza di una distanza minore (1/20) dal pennone.
Con l'approvazione della legge sulla Bandiera e Inno Nazionale le dimensioni della bandiera subiscono sostanziali modifiche. Si passa a una proporzione di due unità in altezza e tre unità in larghezza (2:3), mentre il disco viene posto esattamente al centro, pur non subendo modifiche alle dimensioni. I colori ufficiali della bandiera sono il bianco per lo sfondo e il rosso (紅色?, beni hiro) per il disco, ma l'esatta tonalità dei colori viene definita nella legge del 1999. L'unica specificazione riguarda il colore rosso, il quale deve avere una tonalità “profonda”.
I colori ufficiali vengono definiti dall'Agenzia di Difesa Giapponese (ora Ministero della Difesa) nel 1973, usando per il colore rosso il 5R 4/12 e per il bianco l'N9 del sistema dei colori Munsell. Il documento viene modificato il 21 marzo 2008, in modo che la sua realizzazione corrisponda all'attuale legislazione, aggiornando inoltre i colori Munsell. Il documento prevede fibra acrilica e nylon per la realizzazione delle bandiere militari. Per l'acrilico il colore rosso è il 5.7R 3.7/15.5 e il bianco è il N9.4; il nylon prevede il 4/15.2 per il rosso e il N9.2 per il bianco. In un documento emanato dall'Aiuto pubblico allo sviluppo (APS), per il colore rosso della Hinomaru e del logo dell'organizzazione viene scelto il 156 del sistema DIC e lo 0-100-90-0 del sistema CMYK. Durante le delibere sulla Legge sulla Bandiera e Inno Nazionale Giapponese, viene proposto di utilizzare un rosso brillante (赤色?, aka iro) o un colore in accordo agli Japanese Industrial Standards.
| Colore Ufficiale (Bianco) | Colore Ufficiale (Rosso) | Sistema dei colori | Fonte                                                     | Anno | URL    |
| ------------------------- | ------------------------ | ------------------ | --------------------------------------------------------- | ---- | ------ |
| N9                        | 5R 4/12                  | Munsell            | DSP Z 8701C                                               | 1973 | [ 62 ] |
| n.d.                      | 156                      | DIC                | ODA Symbol Mark Guidelines                                | 1995 | [ 63 ] |
| n.d.                      | 0-100-90-0               | CMYK               | ODA Symbol Mark Guidelines                                | 1995 | [ 63 ] |
| n.d                       | 186                      | Pantone            | Album des pavillons nationaux et des marques distinctives | 2000 | [ 65 ] |
| n.d.                      | 0-90-80-5                | CMYK               | Album des pavillons nationaux et des marques distinctives | 2000 | [ 65 ] |
| N9.4 (Acrilico)           | 5.7R 3.7/15.5 (Acrilico) | Munsell            | DSP Z 8701E                                               | 2008 | [ 62 ] |
| N9.2 (Nylon)              | 6.2R 4/15.2 (Nylon)      | Munsell            | DSP Z 8701E                                               | 2008 | [ 62 ] |
| n.d.                      | 032                      | Pantone            | Protocollo Giochi Olimpici di Pechino                     | 2008 | [ 66 ] |

## Usi e costumi

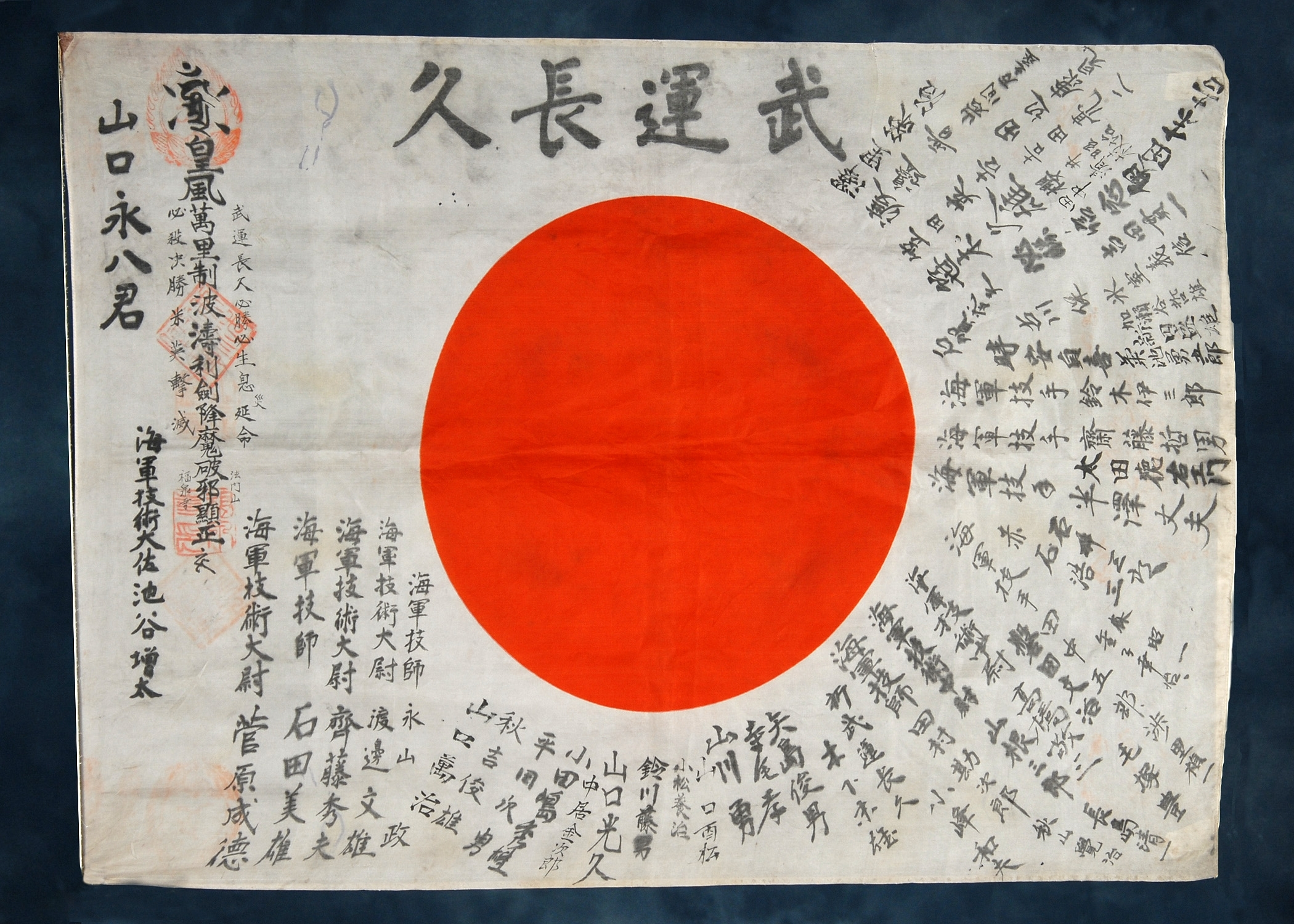
Un esempio di Hinomaru Yosegaki.

Con l'introduzione della Hinomaru, il governo impose ai cittadini di rendere omaggio all'imperatore attraverso l'utilizzo della bandiera nelle manifestazioni pubbliche, causando inizialmente risentimento e proteste tra la popolazione. Occorre del tempo prima che la cittadinanza inizi ad accettare la bandiera quale simbolo nazionale.
Durante la seconda guerra mondiale si diffuse l'usanza tra amici, compagni di classe e familiari di un soldato di firmare una Hinomaru e fargliene dono, in segno di buon auspicio, in modo che egli potesse tornare sano e salvo dal fronte. Il termine utilizzato per questo portafortuna è Hinomaru Yosegaki (日の丸寄せ書き?), e la tradizione dice che nessuna firma sulla bandiera debba essere posta sul disco solare. Inoltre si perpetua l'usanza, durante i conflitti, di sottrarre ai soldati giapponesi deceduti in battaglia tali bandiere, alla stregua di veri e propri souvenir, anche se negli anni successivi esse vennero restituite ai discendenti dei legittimi proprietari.
L'usanza di firmare la Hinomaru come portafortuna esiste ancora oggi, ma in modo più limitato rispetto al passato. Se ne possono trovare ancora degli esempi durante le manifestazioni sportive, usate per dare supporto ai vari team nazionali giapponesi. Un altro esempio è la hachimaki, una bandana di colore bianco con un disco rosso al centro in corrispondenza della fronte. Durante la seconda guerra mondiale, le frasi "vittoria sicura" (必勝?, hisshō) o "sette vite" appaiono scritte sulle hachimaki, venendo spesso utilizzate dai piloti kamikaze, a significare il fatto che fossero disposti a morire per il proprio Paese.
Nel periodo antecedente la seconda guerra mondiale, i cittadini giapponesi erano obbligati a esporre la bandiera nei giorni festivi. Dopo il conflitto, l'obbligo venne circoscritto agli edifici governativi, come ad esempio i municipi, e raramente viene esposta nelle abitazioni private o negli edifici commerciali, nonostante alcuni cittadini e aziende continuassero a esporla durante le feste. Benché il governo del Giappone incoraggiasse i cittadini a esporre la bandiera durante le celebrazioni nazionali, essi non erano legalmente obbligati a farlo. Dall'80º Compleanno dell'Imperatore, il 23 dicembre 2002, la Kyushu Railway Company espone la Hinomaru in 330 stazioni del Paese.

## Percezione attuale

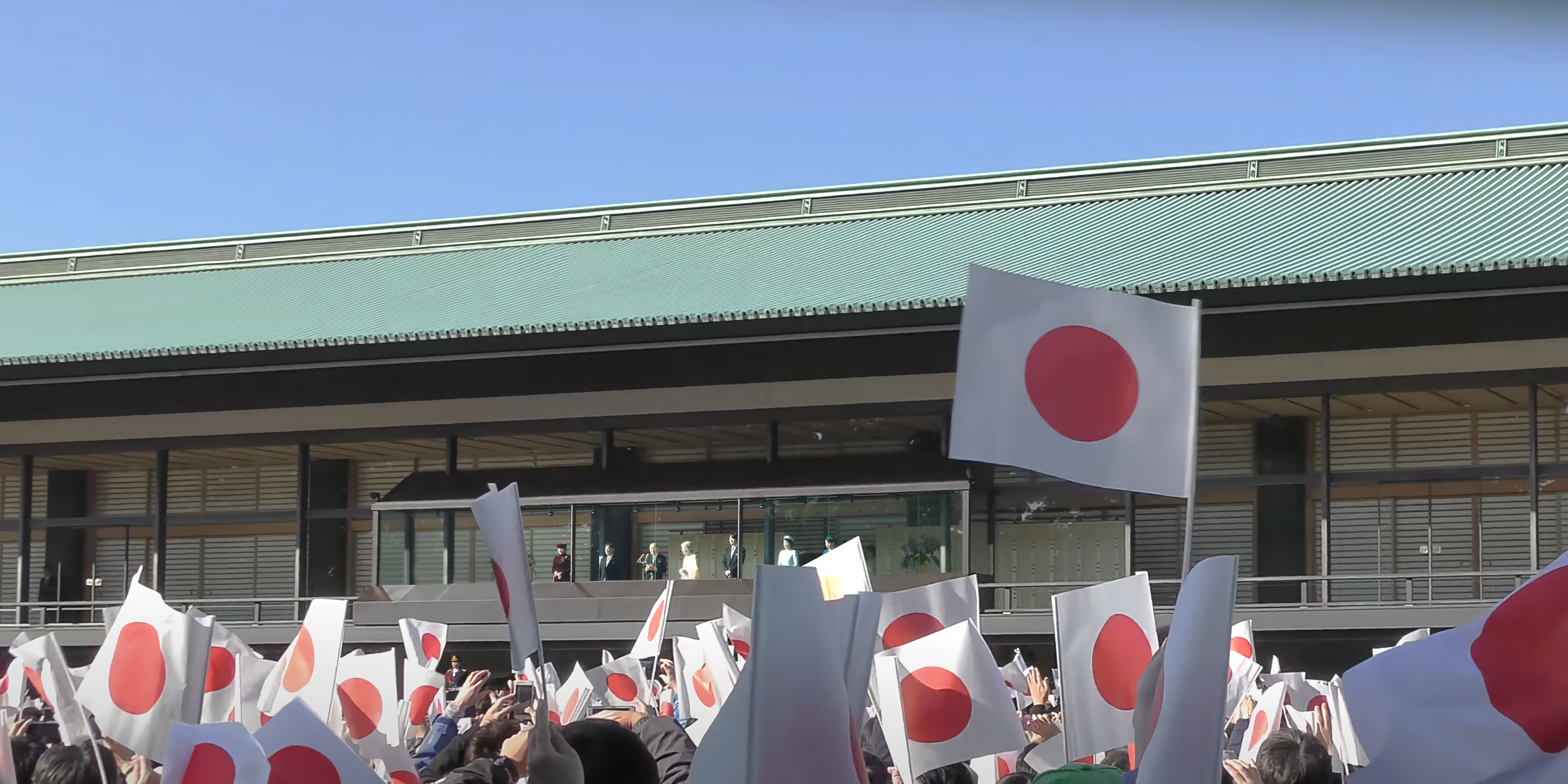
L'Imperatore Akihito si prepara a ricevere la folla festante per la ricorrenza del Compleanno dell'Imperatore. (23 dicembre 2017)

Dai sondaggi effettuati dai principali media nazionali risulta che i giapponesi percepiscono la bandiera del Giappone come bandiera nazionale già da prima del passaggio della legge sulla Bandiera e Inno Nazionale nel 1999. Nonostante questo, polemiche e controversie sul suo utilizzo per eventi scolastici o mediatici resistono ancora. Per esempio, i quotidiani liberali Asahi Shimbun e Mainichi Shimbun non lesinano critiche alla bandiera nei propri articoli, riflettendo lo spettro politico dei loro lettori.
Un altro motivo di dibattito riguarda il caso di esporre o meno la bandiera nelle abitazioni private e negli edifici commerciali. A causa dell'associazione della Hinomaru agli attivisti della uyoku dantai (destra), ai reazionisti e al teppismo, alcuni cittadini si rifiutano di esporla nelle proprie case o nei propri esercizi commerciali. Per altri giapponesi essa rappresenta la soppressione della democrazia nel periodo imperiale del Giappone.
Una percezione negativa del simbolo nazionale è comune nelle ex colonie del Giappone così come all'interno dello stesso Paese, come nel caso di Okinawa. Un primo esempio si verificò il 26 ottobre 1987, quando il proprietario di un supermercato locale, Shoichi Chibana, bruciò una bandiera prima dell'inizio del National Sports Festival of Japan, in segno di protesta contro le atrocità commesse dalle forze armate del Giappone e la presenza delle forze americane, ma anche per evitare che la bandiera venisse esposta in pubblico. Tra gli altri avvenimenti verificatisi a Okinawa si ricordano gli incidenti durante una cerimonia scolastica, durante la quale alcuni studenti si rifiutarono di rendere gli onori alla bandiera mentre questa veniva issata sulle note del Kimi ga yo.
In Cina e in Corea del Sud, due Paesi occupati durante l'Impero del Giappone, l'adozione della Hinomaru come bandiera nazionale viene vista come un passo del Paese verso la destra politica e la re-militarizzazione. L'approvazione della legge nel 1999 coincide con numerosi dibattiti sulle visite dei politici al Santuario Yasukuni, sulla cooperazione militare con gli Stati Uniti e sulla creazione di una difesa missilistica. In altri Paesi occupati dal Giappone, la legge è stata accettata con reazioni contrastanti o semplicemente è passata inosservata. A Singapore le generazioni più anziane nutrono ancora reazioni avverse verso la bandiera, mentre le più giovani non condividono lo stesso pensiero. Il governo filippino dimostra il proprio scetticismo sul ritorno del governo giapponese al militarismo, aggiungendo che l'obiettivo della legge del 1999 sia formalmente l'istituzione di due simboli, la bandiera e l'inno, e che ogni Stato possieda il diritto di creare i propri simboli nazionali.
In Giappone non esiste nessuna pena contro il vilipendio alla bandiera, tuttavia viene punito quello ai danni di una bandiera straniera se ciò avviene all'interno del territorio nazionale.

## Protocollo

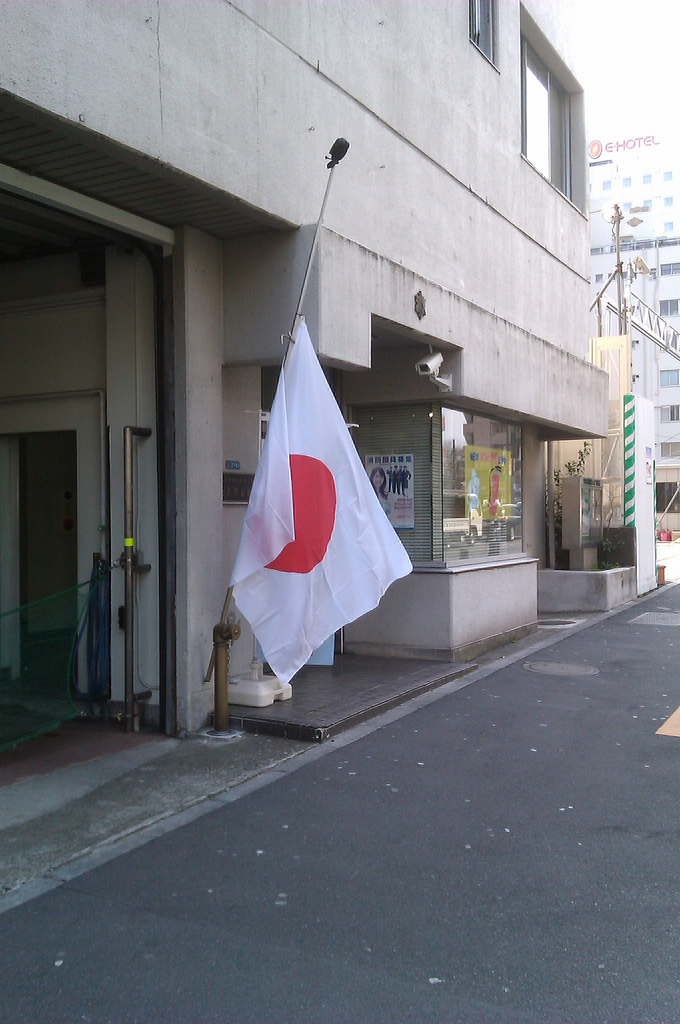
Bandiera giapponese a mezz'asta a Tokyo dopo il terremoto dell'11 marzo 2011.

Secondo il protocollo, la bandiera può essere esposta dall'alba fino al tramonto; le imprese commerciali e le scuole sono autorizzate a esporla dall'orario d'apertura fino all'orario di chiusura. Quando la bandiera del Giappone viene esposta insieme a una di un altro Paese, la prima prende la posizione d'onore, mentre quella del Paese ospite sventola alla sua destra. Entrambe le bandiere devono essere alla stessa altezza e delle stesse dimensioni. Nel caso sia presente più di una bandiera straniera, esse vengono disposte secondo l'ordine alfabetico prescritto dalle Nazioni Unite. Quando una bandiera diventa inutilizzabile per il suo scopo, questa viene generalmente bruciata in luogo privato. La legge sulla Bandiera e Inno Nazionale non specifica quali onori debbano essere rivolti alla bandiera e all'inno, e ogni prefettura utilizza le proprie regole per quanto riguarda la Hinomaru e le altre bandiere prefettizie. Pertanto, non è obbligatorio che tutti i presenti a una cerimonia stiano in piedi in segno di rispetto e cantino l'inno.
La bandiera Hinomaru ha almeno due modi di essere esposta nelle occasioni di lutto nazionale. Il primo consiste nell'issare la bandiera a mezz'asta (半旗?, han-ki), pratica utilizzata nella maggior parte degli altri Paesi. Gli uffici del Ministero degli Affari Esteri issano le proprie bandiere a mezz'asta in occasione di un funerale di un capo di Stato straniero. Il secondo modo consiste nell'issarla coprendo la sfera all'estremità del pennone con un panno nero e inserire un nastro dello stesso colore sopra di essa. Questa usanza viene chiamata chō-ki (弔旗? "bandiera a lutto") e risale al 30 luglio 1912: dopo la morte dell'Imperatore Meiji il Consiglio emise un'ordinanza la quale prevede che la bandiera debba essere issata a lutto in questo modo alla morte dell'imperatore. In aggiunta il Consiglio può decidere l'innalzamento delle bandiere a mezz'asta.

### Scuole pubbliche
Dopo la fine della seconda guerra mondiale, il Ministero della Pubblica Istruzione emanò specifici regolamenti per promuovere l'uso della Hinomaru e del Kimi ga yo nelle scuole sotto la propria giurisdizione. La prima di queste dichiarazioni venne rilasciata nel 1950, e affermava come fosse auspicabile, ma non obbligatorio, utilizzare entrambi i simboli. Questa richiesta venne successivamente estesa all'uso di entrambi i simboli nei giorni festivi e durante le manifestazioni cerimoniali, al fine di incoraggiare gli studenti a imparare il significato di queste celebrazioni. In una riforma scolastica del 1989, il governo, con al potere il Partito Liberale Democratico, ordinò che entrambi i simboli venissero pubblicamente onorati durante le cerimonie ufficiali scolastiche. Vennero anche istituite punizioni esemplari per gli ufficiali scolastici rifiutatisi di seguire gli ordini della riforma.

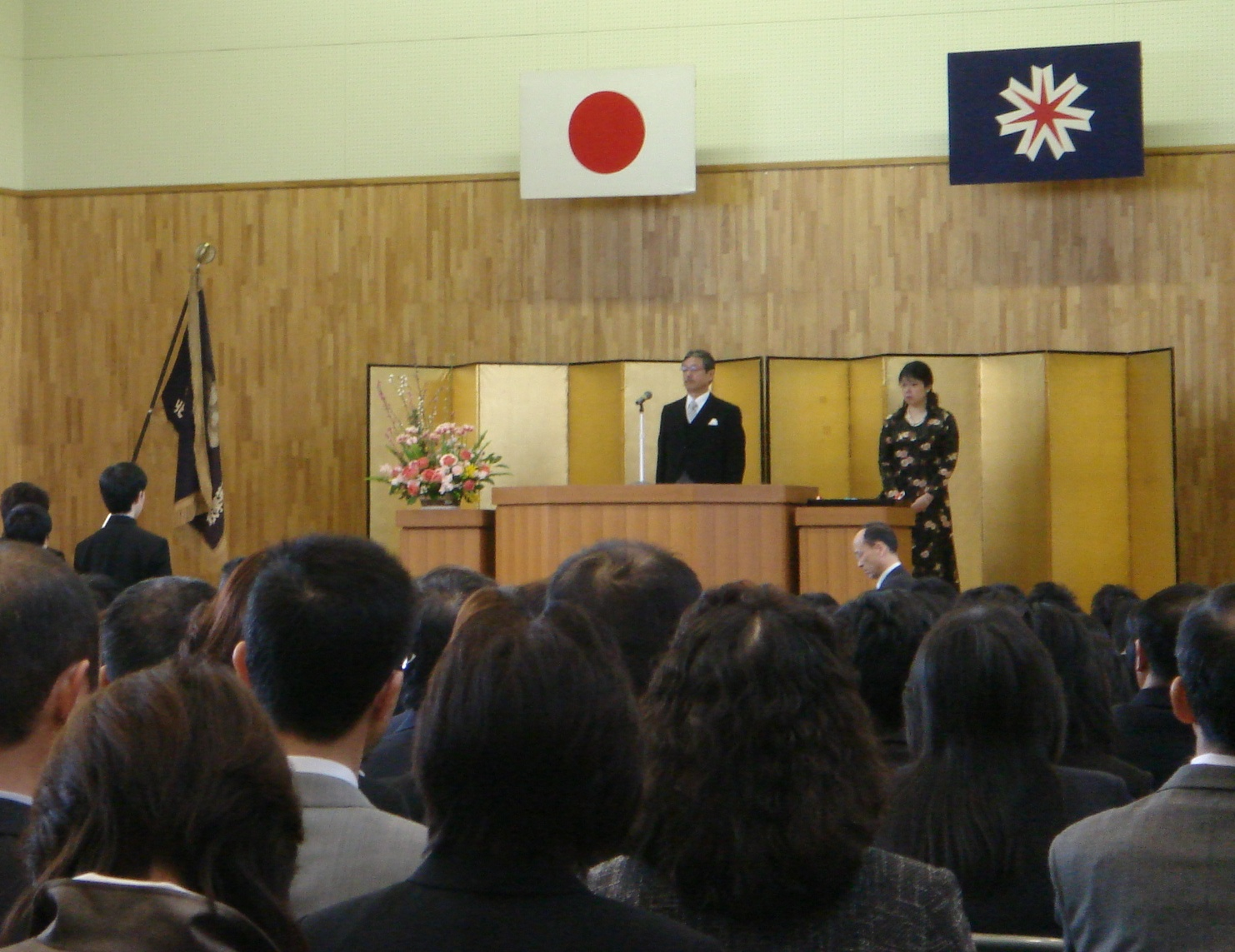
Una cerimonia di diploma a Hokkaidō. Si può notare sia la Hinomaru che la bandiera della Prefettura di Hokkaidō.

Nel 1999, subito dopo il passaggio della Legge sulla Bandiera e Inno Nazionale, il Ministero della Pubblica Istruzione emanò una linea guida per il programma scolastico (学習指導要領?, Gakushu shido yōryō) la quale stabilì che «durante le cerimonie di diploma, le scuole sono tenute a issare la bandiera del Giappone e di istruire gli studenti a cantare il Kimi ga yo, data l'importanza della bandiera e della canzone». Inoltre, un'ulteriore precisazione del ministero sull'orientamento dello stesso anno per le scuole elementari mise in evidenza che «dato l'avanzamento dell'internazionalizzazione, sovrapposta all'adozione del patriottismo e alla consapevolezza di essere giapponese, è importante alimentare il rispettoso atteggiamento dei bambini della scuola verso la bandiera del Giappone e il Kimi ga yo in modo che essi crescano fieri di essere cittadini giapponesi in una società internazionalizzata». Il ministero si giustificò spiegando quanto fosse importante per gli studenti giapponesi rispettare i propri simboli, in modo che essi possano essere in grado di rispettare i simboli delle altre nazioni.
Le scuole in Giappone sono al centro di numerosi dibattiti e controversie per quanto riguarda l'uso della bandiera nazionale e dell'inno. Il Consiglio della Pubblica Istruzione di Tokyo esige l'utilizzo di entrambi i simboli durante le cerimonie ufficiali nelle scuole sotto la propria giurisdizione. Nel caso gli insegnanti si rifiutino di seguire queste linee guida possono andare incontro al licenziamento. Molti di essi dichiarano che queste leggi violino la Costituzione, ma il Consiglio sostiene che, essendo le scuole agenzie governative, i dipendenti hanno l'obbligo di insegnare ai propri studenti come essere dei bravi cittadini giapponesi. Come segno di protesta alcune scuole si sono rifiutate di esporre la Hinomaru durante le cerimonie di diploma e alcuni genitori si sono resi protagonisti di gesti vandalici contro di essa. Gli insegnanti hanno proposto, senza successo, azioni legali contro il Governatore di Tokyo Shintarō Ishihara, per averli obbligati a rendere onore alla bandiera e all'inno nazionale. Dopo queste prime opposizioni, l'Unione degli Insegnanti del Giappone accetta ora l'uso della Hinomaru e del Kimi ga yo, mentre la più piccola Unione di tutti gli Insegnanti e Personale Scolastico del Giappone rifiuta ancora l'uso di entrambi i simboli all'interno del sistema scolastico.

## Bandiere correlate

### Bandiere militari

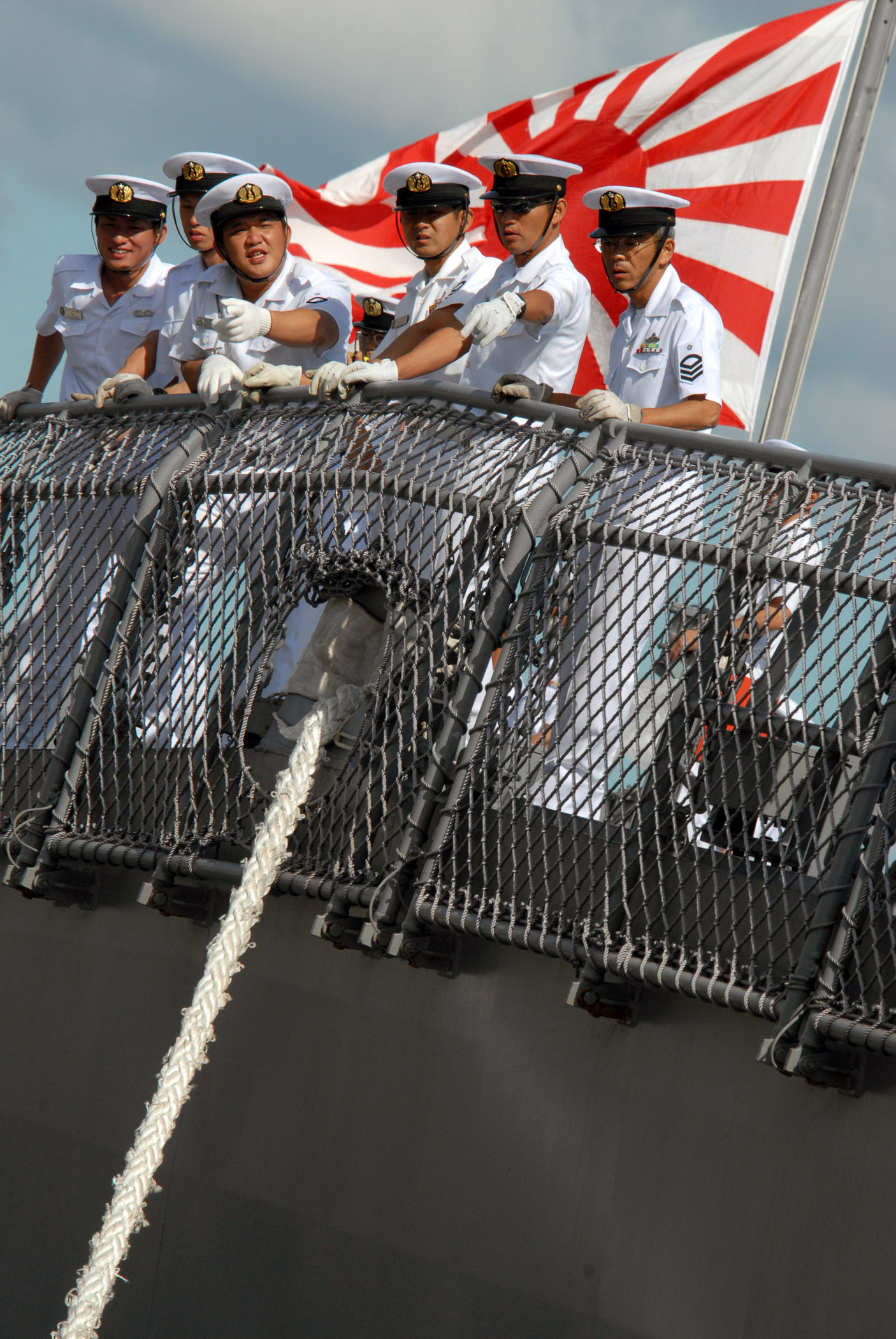
La "bandiera del Sole Nascente" sventola alle spalle di un gruppo di militari della Marina giapponese.

Le Forze di autodifesa e le Forze di autodifesa terrestri giapponesi utilizzano una versione della bandiera col disco solare chiamata Hachijō-Kyokujitsuki (八条旭日旗?) e caratterizzata da otto raggi solari rossi che partendo dal disco si espandono fino alle sue estremità. Infine, un bordo dorato riveste parzialmente il suo contorno.

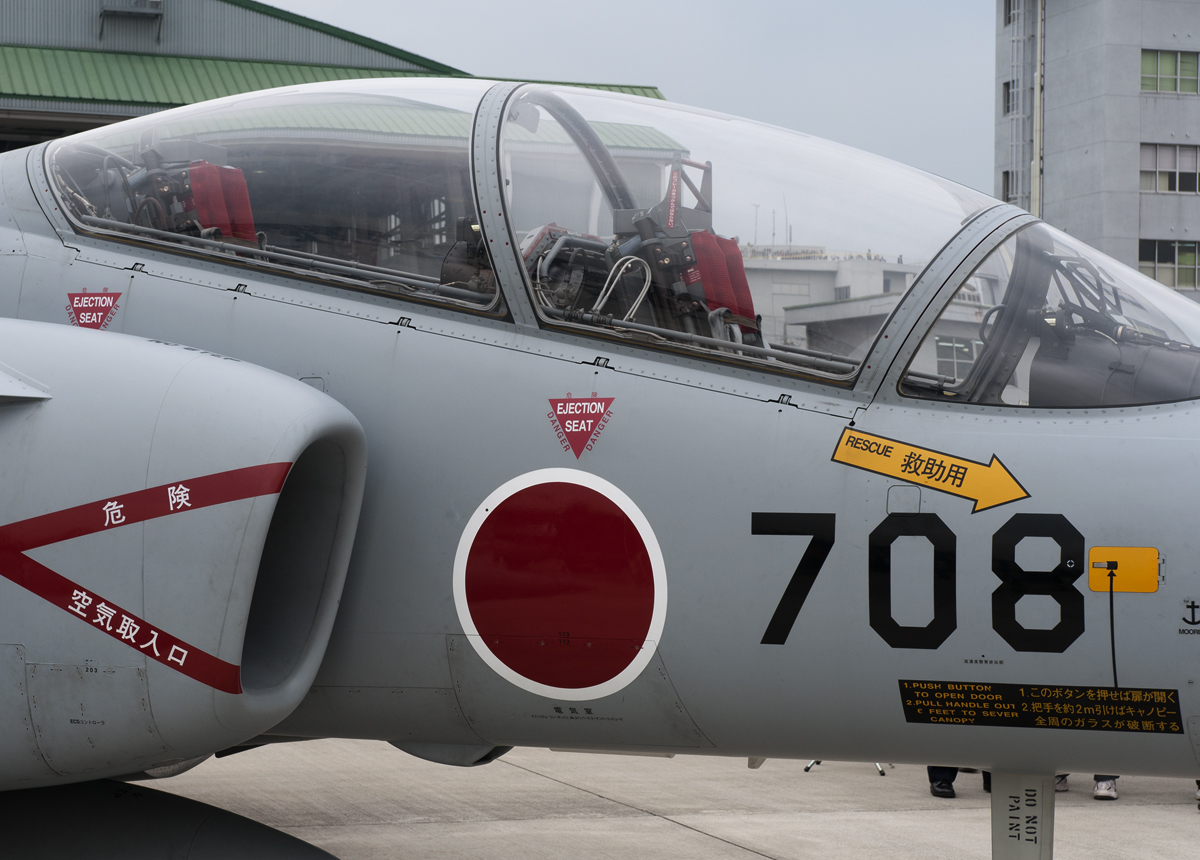
La coccarda della JASDF visibile su un Kawasaki T-4.

Una ben nota variante della bandiera col disco solare è caratterizzata da sedici raggi solari rossi in una formazione a stella Siemens, utilizzata storicamente dai militari del Giappone, in particolare dall'Esercito imperiale giapponese. L'insegna, conosciuta in giapponese come Jyūrokujō-Kyokujitsu-ki (十六条旭日旗? "Bandiera del Sole Nascente") venne adottata come bandiera di guerra il 15 maggio 1870, mentre una versione leggermente differente entrò in vigore nel 1889 (ad uso dalla Marina imperiale giapponese) venendo utilizzate fino alla fine della seconda guerra mondiale nel 1945. Quest'ultima versione venne nuovamente adottata dal 1954, ed è attualmente utilizzata della Forza di autodifesa marittima. Nei Paesi circostanti, precedentemente facenti parte dell'Impero del Giappone, questa bandiera possiede ancora una connotazione negativa.
La Forza di autodifesa marittima impiega anche l'uso di una fiamma. Adottata una prima volta nel 1914 e poi ripresa nuovamente nel 1965, la fiamma contiene una versione semplificata del vessillo navale in prossimità dell'inferitura, con il resto del gagliardetto di colore bianco. La proporzione della bandierina è tra 1:40 e 1:90.
L'aeronautica militare del Giappone (nota anche con l'acronimo inglese JASDF), diventata indipendente nel 1952, ha come proprio emblema un semplice disco solare rosso. Questo è l'unico ramo della milizia giapponese ad aver un simbolo che non richiami direttamente i raggi dell'emblema principale. Tuttavia l'aeronautica utilizza anche un'altra insegna per il volo all'interno delle basi o durante le esibizioni. L'insegna risale al 1972, ed è il terzo simbolo della storia della JASDF dalla sua formazione. L'emblema contiene il simbolo dell'aeronautica giapponese centrato su uno sfondo azzurro.

Bandiera di guerra dell'Impero giapponese dal 1868 al 1945 (十六条旭日旗)
Bandiera della Marina imperiale giapponese dal 1889 al 1945
Bandiera delle Forze di autodifesa giapponesi e delle Forze di Autodifesa Terrestre giapponesi (八条旭日旗)
Bandiera della Forza di Autodifesa Marittima dal 1954 ad oggi (十六条旭日旗)
Bandiera delle Forze di autodifesa aeree
Coccarda utilizzata fino alla Seconda guerra mondiale dal Servizio aereo della Marina imperiale giapponese
Coccarda utilizzata oggi dalle Forze di autodifesa aeree giapponesi

Benché non si tratti di una bandiera nazionale ufficiale, anche la bandiera con il segnale Z ricopre un ruolo importante nella storia navale giapponese. Il 27 maggio 1905, l'ammiraglio Tōgō Heihachirō della Mikasa si preparava ad ingaggiare battaglia con la flotta russa del Baltico. Prima dell'inizio della battaglia di Tsushima, Togo issò la bandiera Z sulla Mikasa, sconfiggendo la flotta russa e vincendo la battaglia per il Giappone. Durante l'innalzamento della bandiera l'equipaggio pronuncia le seguenti parole: «Il destino del Giappone imperiale è nelle nostre mani in questa decisiva battaglia, ognuno di noi si impegnerà e farà del proprio meglio». La bandiera Z venne issata anche sulla portaerei Akagi, alla vigilia dell'attacco giapponese a Pearl Harbor, nelle Hawaii, nel dicembre 1941.

### Bandiere imperiali

Lo stendardo imperiale del Giappone.

A partire dal 1870 vennero create delle apposite bandiere per l'Imperatore (allora l'imperatore Meiji) l'Imperatrice, e per tutti gli altri membri della famiglia imperiale. Inizialmente, la bandiera dell'imperatore era composta da un Sole posto al centro di uno sfondo a rombi. Vennero utilizzate bandiere differenti per l'uso a terra, in mare o per i viaggi in carrozza. Quest'ultima era caratterizzata dalla presenza di un fiore di crisantemo monocolore di sedici petali, posto al centro di uno sfondo monocolore. Queste bandiere vennero utilizzate fino al 1889, quando l'Imperatore decise di utilizzare il crisantemo su sfondo rosso come unica bandiera. Con piccole differenze di sfumature dei colori e di proporzioni, le bandiere adottate nel 1889 vengono tuttora utilizzate dalla famiglia imperiale giapponese.
L'attuale bandiera dell'Imperatore è costituita da un crisantemo dorato di sedici petali posto al centro di uno sfondo rosso; le proporzioni sono di due unità in altezza e tre di lunghezza (2:3). L'Imperatrice utilizza lo stesso simbolo, ma esso è a forma di coda di rondine. Il principe e la principessa ereditari utilizzano la medesima bandiera, le differenze consistono soltanto in un crisantemo leggermente più piccolo e un orlo bianco al centro. Il crisantemo venne associato al trono imperiale dal regno dell'imperatore Go-Toba già nel XII secolo, non diventando tuttavia l'esclusivo simbolo del trono imperiale fino al 1868.

### Bandiere prefettizie

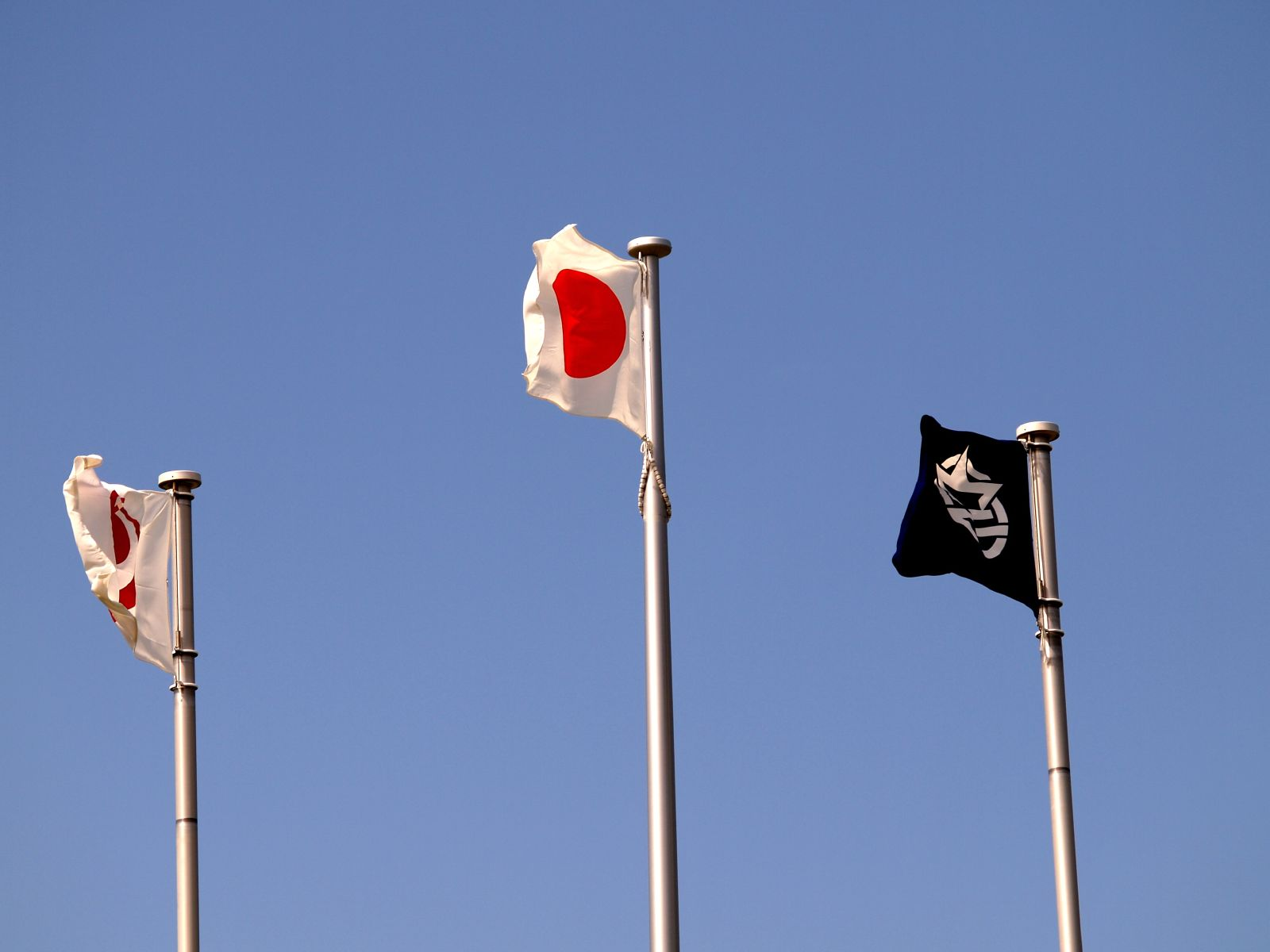
La bandiera del Giappone sventola insieme alla bandiera della Prefettura di Okinawa e a quella della città di Urasoe.

Ognuna delle 47 prefetture del Giappone ha una propria bandiera ispirata a quella nazionale, in quanto costituite da un simbolo (mon) applicato su uno sfondo monocolore (ad eccezione della bandiera di Ehime, che utilizza una sfondo a due colori). Tra le tante bandiere diverse, quella della Hiroshima, per esempio, mantiene le stesse caratteristiche della Hinomaru (rapporto di 2:3 e mon posto al centro e a 3/5 della lunghezza della bandiera). Alcuni mon riprendono il nome della prefettura in caratteri giapponesi, altri sono rappresentazioni stilizzate del luogo o di altre caratteristiche particolari della prefettura. Un esempio di quest'ultima è la bandiera di Nagano, dove il carattere arancione in katakana ナ (na) appare al centro di un disco bianco. Un'interpretazione del mon è che il simbolo na rappresenterebbe una montagna e il disco bianco, un lago; il colore arancione rappresenterebbe il Sole mentre il colore bianco la neve della regione.
Anche le municipalità hanno a disposizione delle proprie bandiere. I disegni su di esse sono simili quelli delle bandiere prefettizie: un mon su uno sfondo monocolore. Ad esempio, la bandiera di Amakusa, nella Prefettura di Kumamoto, è costituita dal simbolo della città formato dal carattere katakana ア (a), circondato da delle onde stilizzate. Il simbolo è posto al centro di una bandiera bianca, con un rapporto di 1:1,5. Sia l'emblema della città che la bandiera sono stati adottati nel 2006.

### Derivate

Vecchio logo della posta giapponese

Oltre a quelle utilizzate dai militari, anche diverse altre bandiere e loghi prendono ispirazione dalla bandiera nazionale. Il vecchio logo della Nippon Yūsei Kōsha (Servizio postale del Giappone) era formato dalla Hinomaru più una barra rossa che la attraversava orizzontalmente, con un sottile anello bianco attorno al disco rosso. La bandiera è stata poi sostituita dal logo postale 〒 rosso su uno sfondo bianco.
Inoltre, due bandiere nazionali di recente progettazione assomigliano a quella giapponese. Nel 1971, il Bangladesh ottenne l'indipendenza dal Pakistan, adottando una bandiera nazionale che presentava un disco rosso decentrato su uno sfondo verde, con all'interno i profilo dorato della carta geografica del Bangladesh. La bandiera attuale, adottata nel 1972, ha perso la carta geografica mantenendo inalterato tutto il resto. Il Governo del Bangladesh chiama ufficialmente “cerchio” il disco rosso; il colore rosso simboleggia il sangue versato negli sforzi per creare il loro Paese. La nazione-isola di Palau utilizza una bandiera dal design simile, ma la combinazione di colori differisce completamente. Anche se il Governo di Palau non cita quella giapponese come fonte di ispirazione per la loro bandiera nazionale, il Giappone si è occupato dell'amministrazione di Palau dal 1914 fino al 1944. La bandiera di Palau è composta da una luna piena dorata decentrata su uno sfondo blu. La luna è sinonimo di pace e di una nazione giovane, mentre lo sfondo blu rappresenta la transizione di auto-governo di Palau dal 1981 al 1994, prima di ottenere la piena indipendenza.
Anche l'insegna navale giapponese ha influenzato il design di altre bandiere. Un esempio è il logo della compagnia Asahi Shimbun; nella parte bassa della bandiera è visibile per un quarto un Sole nascente rosso sul quale è disegnato in bianco il carattere kanji 朝, ricoprendolo quasi interamente. I raggi partono dal Sole raggiungendo l'estremità della bandiera, alternando una striscia bianca ad una rossa, per un totale di 13 strisce. Essa si può osservare generalmente all'High School Baseball Championship, del quale l'Asahi Shimbun è lo sponsor ufficiale. Le bandiere e gli emblemi dei vari gradi della Marina Imperiale Giapponese sono ispirati anch'essi al design originale dell'insegna navale principale.